# Nolinoideae
Las nolinóideas (nombre científico Nolinoideae, antes Ruscaceae) forman una subfamilia de plantas monocotiledóneas que, como hoy definidas (en un sentido más amplio que el tradicional), están ampliamente distribuidas en regiones templadas a tropicales. Son herbáceas a arborescentes, a veces tienen crecimiento secundario anómalo, a veces los tallos son aplanados y fotosintéticos (son filoclados). Las flores bisexuales, de simetría radial, son pequeñas. Los 6 tépalos suelen estar conados en la base por lo que las flores tienen forma de campana o similares. Poseen 6 estambres y un ovario súpero. El fruto usualmente es una baya de pocas semillas. Algunos de sus miembros se parecen a las asparagóideas, subfamilia con la que esta está relacionada, pero la falta de fitomelaninas en las semillas de Nolinoideae (que no generan una costra negra como en Asparagoideae) delatan su pertenencia aquí. La subfamilia fue reconocida por sistemas de clasificación modernos como el sistema de clasificación APG III (2009) y el APWeb (2001 en adelante), y ya había sido reconocida por el APG II que dejaba como opción excluirla de un Asparagaceae sensu stricto como la familia Ruscaceae (ver Asparagales para una discusión de estos clados). Como circunscripta en la actualidad, para que se mantenga monofilética la familia debió incluir muchos géneros que previamente habían pertenecido a una ampliamente circunscripta y fuertemente polifilética Liliaceae (por ejemplo en el sistema Cronquist 1981, 1988). Otros sistemas dividían a este clado en Ruscaceae y Convallariaceae, Dracaenaceae, Nolinaceae, Eriospermaceae (como Watson y Dallwitz, 1992 en adelante), pero los análisis moleculares de ADN no lo avalan.

## Descripción
Hierbas rizomatosas a árboles, tallos a veces con crecimiento secundario anómalo, a veces con canales resinosos, ocasionalmente aplanados y fotosintéticos ("filoclados"), presentan saponinas esteroideas. Pelos simples.
Hojas usualmente alternas y espirales, a lo largo del tallo o en una roseta basal, simples, de margen entero, con venación paralela, ocasionalmente pecioladas, envainadoras en la base, sin estípulas.
Inflorescencias determinadas, a veces reducidas a una sola flor, terminales o axilares. A veces sobre filocladios, otras en panículas laxas.
Flores bisexuales, radiales, usualmente pequeñas. Ocasionalmente dioicas, con flores masculinas y femeninas en plantas diferentes (ej. Ruscus).
6 tépalos, rara vez 4, separados, o más comúnmente connados y entonces el perianto tiene forma de campana a urna, o rueda, petaloideos, no punteados, imbricados. Son habituales las flores con perianto de color blanquecino, crema o verdoso, pero también pueden ser azules (Liriope), rosa carne o incluso negras (Aspidistra)
Estambres 6, rara vez 4, filamentos separados u ocasionalmente connados, muchas veces adnatos a los tépalos.
Polen monosulcado o sin apertura.
Carpelos 3, rara vez 2, connados, ovario usualmente súpero, con placentación axilar, 1 estigma, capitado a 3-lobado. Óvulos 2 a pocos en cada lóculo, anátropos a ortótropos.
Nectarios en los septos del ovario. Pueden desprender una perceptible fragancia transportada por el aire.
El fruto es usualmente una baya de pocas semillas de color rojo o negruzco. Pueden tener un alto valor ornamental y a veces son cultivadas por ello (ej. Ophiopogon, Ruscus).
Semillas más o menos globosas. Cubierta seminal con la epidermis externa sin estructura celular, y sin fitomelaninas (costra negra), y con capas internas colapsadas.

## Ecología
Ampliamente distribuidas de regiones templadas a tropicales, las especies herbáceas muchas veces son hierbas de debajo de la canopia de los bosques húmedos y las especies leñosas son muchas veces de regiones áridas.
Las pequeñas flores de la mayoría de las nolinóideas son polinizadas por insectos, especialmente abejas y avispas, que recogen néctar o polen. Las extrañas flores carnosas del género Aspidistra son diferentes en este sentido, están diseñadas para ser polinizadas por invertebrados que se arrastran por el suelo y por ello son de mayor tamaño y apenas sobresalen de la tierra.
Las coloridas bayas usualmente son dispersadas por pájaros. Los frutos secos, angulares de Nolina y afines son dispersados por viento.

## Filogenia
Nolinoideae está aquí circunscripta en sentido amplio, incluyendo a las antiguas Ruscaceae, Convallariaceae, Nolinaceae y Dracaenaceae, como se sugiere por Chase et al. (1995a, 1996, 2000), Rudall et al. (2000b), Fay et al. (2000), y Judd (2003). La monofilia del clado está sostenida por secuencias de ADN (Chase et al. 1995a, 2000, Bogler y Simpson 1995, 1996, Rudall et al. 1997a, b, 2000b, Yamashita y Tamura 2000, Fay et al. 2000), y la falta de fitomelaninas en sus semillas. Nolinoideae es hermana de Asparagoideae (Bogler y Simpson 1996, Chase et al. 1995a, 1996, 2000, Bogler y Simpson 1996, Fay et al. 2000).
Los miembros herbáceos de Nolinoideae forman un complejo parafilético (Conran 1989, Bogler y Simpson 1996, Rudall et al. 2000b, Yamashita y Tamura 2000), que incluye a dos clados leñosos, Nolineae (Nolina, Daylirion, Calibanus, y Beaucarnea) y las Dracaeneae (Dracaena y Sansevieria). La monofilia del grupo de Nolina está sostenida por sus frutos secos, triangulosos, y de tipo nuez, y por las hojas con surcos diminutos longitudinales y células de guarda conteniendo grandes cantidades de aceite. La monofilia de Dracaena y Sansevieria está sostenida por sus canales resinosos en hojas y madera, que entonces frecuentemente la tiñen de rojo oscuro o rojo-anaranjado, por eso el nombre de "dragon's blood" ("sangre de dragón") usado para el jabón de algunas especies de Dracaena.
Entre los géneros herbáceos, Ruscus, Sémele, y Danaë (los Rusceae) son distintivos en que tienen tallos aplanados fotosintéticos, con las hojas reducidas a escamas. Son muchas veces confundidos con miembros de Asparagoideae, pero la falta de fitomelaninas en la testa de sus semillas es distintiva. Tradicionalmente, las nolinóideas (antes Ruscaceae) han sido restringidas a sólo estos tres pequeños géneros herbáceos (por ejemplo, en Watson y Dallwitz).
Los miembros de Polygonateae, como Maianthemum y Polygonatum, son fácilmente reconocidos por su hábito, distintivo y sinapomórfico. Estas plantas tienen hojas amplias que nacen a lo largo de tallos aéreos, que están conectados por un sistema de rizoma simpodial.
Liriope, Ophiopogon, y afines, las Ophiopogoneae, son notables porque sus frutos rompen tempranamente para exponer las semillas con una cubierta carnosa. Estos géneros tienen rizomas simpodiales con clusters abigarrados de hojas muchas veces de tipo pasto, y faltan los tallos aéreos. Estas hierbas foliosas, junto con otras como Convallaria y Aspidistra, han muchas veces sido ubicadas en "Convallariaceae".

## Taxonomía
La subfamilia fue reconocida por el APG III (2009). La subfamilia ya había sido reconocida por el APG II (2003) que dejaba como opción excluirla de un Asparagaceae sensu stricto como la familia Ruscaceae.
La subfamilia posee 28 géneros y 500 especies. Los géneros más representados son Dracaena (80 especies), Polygonatum (50 especies), Sansevieria (50 especies), Maianthemum (33 especies), Ophiopogon (30 especies), y Nolina (25 especies).
Géneros:
- Aspidistra
- Beaucarnea
- Calibanus
- Campylandra
- Comosperma
- Convallaria
- Danae
- Dasylirion
- Disporopsis
- Dracaena
- Eriospermum
- Gonioscypha
- Heteropolygonatum
- Liriope
- Lourya
- Maianthemum
- Nolina
- Ophiopogon
- Peliosanthes
- Polygonatum
- Reineckea
- Rohdea
- Ruscus
- Sansevieria
- Semele
- Smilacina
- Speirantha
- Theropogon
- Tricalistra
- Tupistra

## Importancia económica
Muchos géneros, incluyendo Aspidistra, Convallaria (lirio del valle), Dracaena (árbol dragón), Liriope, Maianthemum ("falso sello de Salomón"), Polygonatum (sello de Salomón), Ophiopogon ("pasto mondo"), Nolina ("pata de elefante") y Sansevieria ("lengua de suegra"), son utilizadas como ornamentales. Convallaria se utiliza además en la industria del perfume por su fragancia y de Sansevieria se extrae una fibra vegetal con la que se hacen cuerdas y otros productos similares.